# Montsaugeon
Montsaugeon är en kommun i departementet Haute-Marne i regionen Grand Est (tidigare regionen Champagne-Ardenne) i nordöstra Frankrike. Kommunen ligger i kantonen Prauthoy som tillhör arrondissementet Langres. År 2018 hade Montsaugeon 85 invånare.

## Befolkningsutveckling
Antalet invånare i kommunen Montsaugeon
| Referens: INSEE |